# Peter Enckelman
Peter Mikael Enckelman (født 10. marts 1977 i Turku, Finland) er en finsk tidligere fodboldspiller (målmand). Han spillede 12 kampe for det finske landshold i perioden 2000-2010.
På klubplan startede Enckelman sin karriere hos TPS Turku i sin fødeby, og spillede efterfølgende størstedelen af sin karriere i Storbritannien, hvor han blandt andet repræsenterede engelske Aston Villa og skotske St. Johnstone. Han sluttede sin karriere i 2014 hos IFK Mariehamn på Ålandsøerne.